# Рубча (Брянская область)
Рубча — село в Жирятинском районе Брянской области, в составе Воробейнского сельского поселения. 
 Расположено в 7 км к северу от села Воробейня. Население — 98 человек (2010).
Имеется отделение почтовой связи, сельская библиотека.

## История
Основано в конце XVII века почепцем Леоном Рубцом (отсюда название); с 1761 во владении Разумовских. Покровская церковь упоминается с начала XIX века (не сохранилась). До Великой Отечественной войны преобладало украинское население.
До 1781 года входило в Почепскую (1-ю) сотню Стародубского полка; с 1782 по 1918 гг. в Мглинском повете, уезде (с 1861 — в составе Кульневской волости). В 1918—1924 гг. — в Почепском уезде (Кульневская волость); в 1924—1929 гг. — в Жирятинской волости Бежицкого уезда. В 1880-х гг. была открыта школа грамоты, до начала XX века проводились ежегодные ярмарки.
С 1929 года — в Жирятинском районе, а при его временном расформировании (1932—1939, 1957—1985 гг.) — в Почепском районе. До 1961 года — центр Рубчанского сельсовета; в 1961—2005 гг. в Кульневском сельсовете.